# Dokkhøgda
Die Dokkhøgda (norwegisch für Senkenhöhe) ist ein Berg der Sør Rondane im ostantarktischen Königin-Maud-Land. Im südlichen Abschnitt der Gropeheia ragt er nördlich der Rusegropa auf.
Wissenschaftler des Norwegischen Polarinstituts benannten ihn 1990 deskriptiv, da der Berg von Senken umgeben ist.